# Irena Kůsová
Irena Kůsová (* 3. dubna 1955) byla česká a československá politička a bezpartijní poslankyně Sněmovny lidu Federálního shromáždění za normalizace.

## Biografie
K roku 1986 se profesně uvádí jako dělnice. Ve volbách roku 1986 zasedla do Sněmovny lidu (volební obvod č. 38 - Prachatice, Jihočeský kraj). Ve Federálním shromáždění setrvala do konce funkčního období, tedy do svobodných voleb roku 1990. Netýkal se jí proces kooptací do Federálního shromáždění po sametové revoluci.